# Angélica Aquino
Angélica Aquino (Huánuco, 10 de agosto de 1987) es una voleibolista peruana. Formó parte de la Selección femenina de voleibol del Perú y actualmente juega en Rebaza Acosta de la Liga Nacional Superior de Voleibol del Perú como atacante de punta.

## Carrera

### 2003
En 2003 inició su carrera en el Club Divino Maestro en el que jugó hasta 2013. Obtuvo el campeonato de la Liga Nacional Superior de Voleibol del Perú junto a su equipo en 2011.

### 2017
Actualmente es Atacante de Punta y capitana en el Regatas Lima. Campeona de la Liga Nacional Superior de Vóley 2016-2017 (medalla de oro), con el Club Regatas Lima.

## Clubes
| Club             | País | Año         |
| ---------------- | ---- | ----------- |
| Divino Maestro   | Perú | 2003 - 2013 |
| Regatas Lima     | Perú | 2013 - 2021 |
| Deportivo Jaamsa | Perú | 2021 - 2023 |
| Rebaza Acosta    | Perú | 2023 - Act. |

## Palmarés
| Título                             | Club           | País | Temporada |
| ---------------------------------- | -------------- | ---- | --------- |
| Liga Nacional Superior de Voleibol | Divino Maestro | Perú | 2010-11   |
| Liga Nacional Superior de Voleibol | Regatas Lima   | Perú | 2016-17   |